# Aeroportul Skorpion Mine
Aeroportul Skorpion Mine (IATA: RHN, ICAO: FYSA) este un aeroport din Namibia.
aeroportul dispune de o singură pistă.